# Zosterops olivaceus
L'occhialino olivaceo di Réunion (Zosterops olivaceus Linnaeus, 1766) è un uccello della famiglia Zosteropidae, endemico delle isole Mascarene (Mauritius e Réunion).

## Biologia
Questa specie è stata chiamata in causa quale vettore di impollinazione ornitogama della orchidea Angraecum bracteosum (Vandeae, Angraecinae).